# Nanatsu no umi: Zenpen: Shojo hen
Nanatsu no umi: Zenpen: Shojo hen (七つの海・前篇・処女篇?) è un film del 1931 diretto da Hiroshi Shimizu.
La pellicola, nota internazionalmente anche come Seven Seas: Virginity Chapter, rappresenta la prima parte di un'opera in due capitoli che si completa con il film Nanatsu no umi: Kōhen: Teisō hen (七つの海 後篇 貞操篇). Mentre questa prima parte uscì nelle sale nel dicembre 1931, la seconda uscì nel marzo 1932.

## Trama
Yumie, ad una festa indetta dalla famiglia del suo fidanzato Yuzuru, viene trattenuta per la notte con l'inganno dal fratello di questi, Takehiko, un playboy di ritorno da un viaggio in America, che approfitta di lei.
Il padre malato, intuito qualcosa, è informato dalla figlia che non potrà più frequentare il suo fidanzato, per colpa del fratello di questi. L'uomo, deciso a farsi giustizia, è però vittima di un malore che risulta fatale. Sconvolta dal dolore, la sorella maggiore di Yumie, Miwako, ha un crollo nervoso e viene ricoverata in un ospedale psichiatrico. Yumie resta quindi sola, con la sorellina Momoko.
Yuzuru, andando contro la propria famiglia, aiuta come può Yumie, vessata dai debiti lasciati dal padre, e dalle spese ingenti che occorrono per curare la sorella malata. 
Intanto Ayako, brillante giornalista, da sempre innamorata di Yuzuru, rifiuta la proposta di matrimonio di un editore inglese che, immediatamente dopo, si suicida. Di lei è innamorato Ichiro che però deve rassegnarsi ad esserle solo amico.
Temendo scandali e azioni legali, gli Yagibashi accettano la proposta di mediazione del bonario Yamaman, che ha capito che un matrimonio tra Takehiko e Yumie potrebbe salvare l'onore del primo e rimediare ai problemi economici della seconda. Recatosi da Yumie con una somma di denaro considerevole, riceve riscontro positivo dalla ragazza che si ritiene indegna di Yuzuru e non vuole rovinarlo economicamente, e quindi gli dice di non amarlo più per allontanarlo da sé. La cifra ricevuta dagli Yagibashi ha la doppia funzione di placare idee di rivalsa e contribuire all'acquisto del corredo necessario per il matrimonio con Takehiko cui Yumie, con un misto di fermezza e rassegnazione, dà il proprio assenso.

## Produzione
La pellicola, sceneggiata da Kōgo Noda, grande collaboratore di Yasujirō Ozu, non vuole rinunciare alla complessità del romanzo di Itsuma Maki dal quale è tratto e quindi presenta un gran numero di personaggi e storie secondarie determinando anche la scelta produttiva di spezzare in due capitoli un'opera che, all'epoca, avrebbe raggiunto una lunghezza complessiva commercialmente non indicata. Il conflitto di classe e una visione generalmente negativa delle classi più agiate si collega anche ad un'influenza dell'occidente che sta determinando cambiamenti nella società giapponese, non tutti necessari o positivi.